# Медина (округ, Техас)
Округ Медина (англ. Medina county) — округ штата Техас Соединённых Штатов Америки. На 2000 год в нем проживало 39 304 человек. По оценке бюро переписи населения США в 2009 году население округа составляло 44 728 человек. Окружным центром является город Хондо.

## История
Округ Медина был сформирован в 1848 году. Он назван по названию реки Медина, протекающей по территории округа.

## География
По данным бюро переписи населения США площадь округа Медина составляет 3456 км², из которых 3439 км² — суша, а 17 км² — водная поверхность (0,51 %).

### Основные шоссе
- Федеральная автострада 35
- Шоссе 90
- Автострада 173

### Соседние округа
- Бандера  (север)
- Бэр  (восток)
- Атаскоса  (юго-восток)
- Фрио  (юг)
- Ювалде  (запад)